# Rumænsk musik
Rumænsk musik er en blanding af folke-, rock-, heavy metal-, hip hop- og populærmusik, hvilket er sammensat af idéer fra forskellige etniske grupper, idet Rumænien har et relativt multikulturelt miljø grundet flere forskellige etniske minoriteter, herunder ungarer, tyskere og romaer (sigøjnere). Traditionel rumænsk folkemusik ofte spillet af sigøjnere er forblevet populært i Rumænien, hvor nogle folkemusikere bliver nationale kendisser. 

## Folkemusik
Rumænien har en af de frodigste folkemusik-scener i hele Europa.[kilde mangler] Musikken er her stadig en essentiel del af landsbylivet, og folk på landet lever fortsat et meget traditionelt liv. Landet var stort set isoleret fra omverdenen i 30 år under Nicolae Ceauşescu's styre, og det er måske forklaringen på, at folkemusikken her har overlevet så stærkt som den har.
I 1970'erne blev panfløjtespilleren Gheorghe Zamfir internationalt populær.
BBC uddeler årligt en verdensmusikpris, og her har rumænske kunstnere vundet prisen for bedste europæiske navn i 2002 med Taraf de Haidouks og i 2006 med Fanfare Ciocărlia.

## Pop
Det nationale rumænske popmarked nærmest eksploderede i 1997-1998. En strøm af rumænske popartister blev lanceret og dominerede efter kort tid de nationale musikkanaler.
Årsagen var ikke tilfældig: Rumænien var sat under stærkt pres fra USA om at stoppe pirat-cd'erne med de store udenlandske artister, som solgtes på gaden i landet. CD'erne kom fra Kina og havde en pris, som gjorde at middelklassen kunne købe dem. Original-cd'er med samme kendte artist ville koste en ugeløn for en gennemsnitsarbejder. Den geniale løsning – set fra investorenes side – var at skabe en rumænsk popkultur på rumænsk. Resultatet har været en indiskutabel succes. I Rumænien er det de rumænske popgrupper, som sælger, og som dominerer. 
I 2004 lykkedes det så for første gang for en rumænsk gruppe at slå igennem internationalt, da det nu opløste boyband O-Zone lagde hele Europa ned med kæmpehittet "Dragostea din tei".
Nuværende populær rumænske popmusikere inkluderer Inna, Anna Lesko, Connect-R, Alexandra Stan, Elena Gheorghe og Marius Moga.